# Melodi Grand Prix 2021
Der 59. Melodi Grand Prix fand zwischen dem 16. Januar 2021 und dem 20. Februar 2021 statt und war der norwegische Vorentscheid für den Eurovision Song Contest 2021 in Rotterdam (Niederlande). Mit sieben Sendungen war diese Ausgabe die umfangreichste Ausgabe. Ausstrahlender Sender war wie in jedem Jahr der NRK1. Der Sänger TIX gewann das Finale mit seinem Lied Fallen Angel.

## Format

### Konzept
Am 26. März 2020 bestätigte die staatliche Rundfunkgesellschaft Norsk rikskringkasting (NRK) ihre Teilnahme für den Eurovision Song Contest 2021.
Ulrikke Brandstorp, die den Melodi Grand Prix 2020 gewann und Norwegen beim Eurovision Song Contest 2020 hätte vertreten sollen, lehnte ein Angebot ab, mit einem automatisch für das Finale qualifizierten Beitrag anzutreten.
Am 12. Oktober 2020 gab NRK die Daten für den Melodi Grand Prix 2021 bekannt. Als Austragungsort für alle Sendungen wurde erneut die H3-Arena ausgewählt, in der bereits im Vorjahr die Halbfinals stattfanden. Für den MGP 2021 sollen allerdings zwei Studios zusammengelegt werden, so dass mehr Platz im Studio selbst ist. Auch das Finale soll in diesem Studio stattfinden, allerdings soll laut Stig Karlsen, Produzent des MGP, ein Unterschied zwischen den fünf Halbfinalen und dem Finale spürbar sein. Grund für den Austragungsort ist die COVID-19-Pandemie, aufgrund welcher zurzeit nur 200 Personen bei Veranstaltungen in Norwegen zugelassen sind. Laut Stig Karlsen ist die Zuschauerzahl im Studio von den Beschränkungen im Januar und Februar 2021 abhängig. Sollte sich aber in Norwegen nichts an dem Umfang des Infektionsgeschehen ändern, rechnet Karlsen mit einem kleinen Studiopublikum.
Am 19. November 2020 gab Stig Karlsen bekannt, dass 2021 insgesamt 26 Interpreten und deren Beiträge an der Sendung teilnehmen werden. Sechs von diesen sind bereits im Vorfeld für das Finale automatisch gesetzt, während die verbleibenden 20 Beiträge auf fünf Halbfinale aufgeteilt werden. Anders als noch im vergangenen Jahr orientieren sich die Halbfinals nicht mehr an den fünf Regionen Norwegens. Das System in den Halbfinals bleibt allerdings bestehen. Die jeweils vier Interpreten eines Halbfinales treten in zwei Duellen gegeneinander an, sodass in einem finalen Duell (Goldduell) der Sieger des Halbfinales bestimmt wird, der sich damit für das Finale qualifiziert. Insgesamt scheiden somit übergreifend 15 Beiträge in den Halbfinals aus. Nach Ende der Halbfinale treten alle ausgeschiedenen Beiträge in einer weiteren Sendung (Siste sjansen) gegeneinander an, in der die Zuschauer einen Sieger wählen, der einen Startplatz im Finale erhält. Im Finale treten somit zwölf Interpreten gegeneinander an und damit zwei mehr als noch 2020. Insgesamt gibt es wieder drei Abstimmungsrunden. In der ersten Runde werden vier Beiträge für das Goldfinale ermittelt. Von diesen vier werden dann zwei in das Goldduell einziehen. Der Sieger dieses Goldduells vertritt Norwegen beim Eurovision Song Contest 2021. Alle Entscheidungen beruhen auf einem Onlinevoting. Nach der Kritik im Vorjahr, als im Finale in der ersten Abstimmungsrunde das System unter den vielen eingegangen Stimmen zusammengebrochen war und eine Backup-Jury die vier Beiträge für das Goldfinale ermittelte, versprach Karlsen Verbesserungen. NRK werde mit seinen eigenen IT-Experten sowie externen Experten zusammenarbeiten, um zu verhindern, dass sich ein solcher Vorfall wiederholen werde. Trotzdem werde es zwei Back-Up-Lösungen geben, die aus einem SMS-Voting und einer von Norstat ausgewählten Jury bestehen. Insgesamt verspricht Karlsen eine große Bandbreite an Musikgenres 2021 und eine Bandbreite an Künstlern, die aus neuen und bereits etablierten Künstlern bestehen werde.

### Beitragswahl
Vom 15. Mai bis 16. August 2020 hatten potenzielle Komponisten die Möglichkeit, einen Beitrag beim NRK einzureichen. Jeder Komponist bzw. Produzent konnte bis zu drei Lieder einreichen. Wie im Vorjahr auch, musste in diesem Jahr mindestens ein Komponist oder Produzent aus Norwegen stammen. Gegenüber dem Vorjahr wurde also der Zeitraum für Einreichungen verkürzt und die Einreichungsfrist nach hinten verlegt. Nach Angaben des Produzenten Stig Karlsen, sollen eine große Bandbreite an Musikgenres im Wettbewerb vertreten sein.

### Sendungen

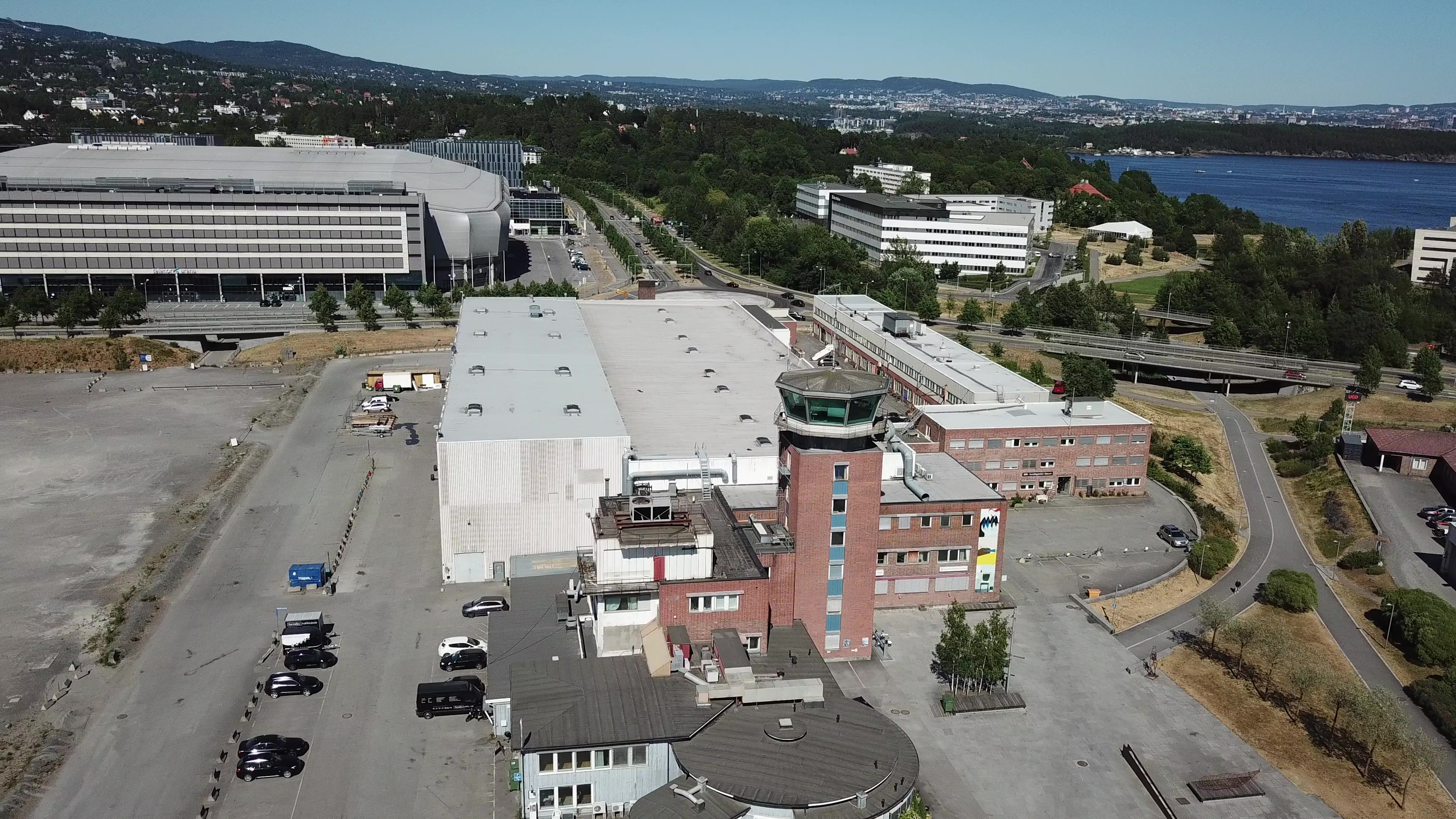
H3-Arena

Der Melodi Grand Prix 2021 wird sich über sechs Wochen erstrecken. Die Halbfinals und das Finale werden in diesem Jahr nur an einem Ort, der H3-Arena in Bærum, ausgetragen.
| Sendung      | Sendedatum       | Ort   | Austragungsort | Teilnehmer | Zuschauer (Gesamt) | Zuschauer (NRK1) | Zuschauer (online) | Marktanteil |
| ------------ | ---------------- | ----- | -------------- | ---------- | ------------------ | ---------------- | ------------------ | ----------- |
| Delfinale 1  | 16. Januar 2021  | Bærum | H3-Arena       | 04         | 0784.000           | 753.000          | 31.000             | 46,0 %      |
| Delfinale 2  | 23. Januar 2021  | Bærum | H3-Arena       | 04         | 0717.000           | 697.000          | 20.000             | 48,0 %      |
| Delfinale 3  | 30. Januar 2021  | Bærum | H3-Arena       | 04         | 0668.000           | 647.000          | 21.000             | 47,4 %      |
| Delfinale 4  | 06. Februar 2021 | Bærum | H3-Arena       | 04         | 0758.000           | 737.000          | 21.000             | 52,2 %      |
| Delfinale 5  | 13. Februar 2021 | Bærum | H3-Arena       | 04         | 0706.000           | 696.000          | 10.000             | –           |
| Siste sjanse | 15. Februar 2021 | Bærum | H3-Arena       | 15         |                    |                  |                    |             |
| Finalen      | 20. Februar 2021 | Bærum | H3-Arena       | 12         | 1.110.000          | 1.082.000        | 28.000             | 67,0 %      |
| Gesamt       |                  |       |                |            |                    |                  |                    |             |

### Moderation
Am 9. Dezember 2020 gab NRK das Moderatoren-Trio des Vorentscheides bekannt. So sollten Kåre Magnus Bergh, Ingrid Gjessing Linhave und Ronny Brede Aase wie auch im Vorjahr durch die sieben Sendungen führen. Am 12. Februar 2021 gab NRK bekannt, dass Ingrid Gjessing Linhave wegen Rückenproblemen auf die drei ausstehenden Sendungen auf die Moderation verzichten muss. Ihren Teil von der Moderation im fünften Halbfinale, in Siste Sjansen und im Finale übernahm die Moderatorin Silje Nordnes.

## Teilnehmer
Am 11. Januar 2021 wurden die sechs bereits für das Finale qualifizierten Interpreten im Rahmen einer Pressekonferenz vorgestellt. Am gleichen Tag wurden ebenso die vier Teilnehmer des ersten Halbfinales präsentiert werden. Die Teilnehmer jedes Halbfinals werden immer am jeweiligen Montag vor dem Halbfinale vorgestellt.

### Zurückkehrende Interpreten
Mit der Band KEiiNO kehren die Gewinner des Melodi Grand Prix 2019 zum Wettbewerb zurück. Mit Ketil Stokkan kehrt sogar ein doppelter Sieger des MGP zurück. Schließlich gewann er die Vorentscheidung 1986 und 1990.
| Interpret                                            | Vorheriges Teilnahmejahr                        |
| ---------------------------------------------------- | ----------------------------------------------- |
| Alexandra Rotan (als Teil von KEiiNO)                | 2018 (mit Stella Mwangi)                        |
| KEiiNO                                               | 2019 (Gewinner)                                 |
| Ketil Stokkan                                        | 1983, 1986 (Gewinner), 1990 (Gewinner)          |
| Lars Erik Blokkhus (als Teil von Landeveiens helter) | 2012                                            |
| Raylee                                               | 2015, 2020                                      |
| Rein Alexander                                       | 2020                                            |
| Rune Rudberg (als Teil von Landeveiens helter)       | 1989, 1990, 1992, 1996, 2001, 2017              |
| Stian Thorbjørnsen (als Teil von Landeveiens helter) | 2015 (als Staysman mit Lazz)                    |
| Tom Hugo (als Teil von KEiiNO)                       | 2013, 2018                                      |
| Tommy Fredvang (als Teil von Stavangerkameratene)    | 2012                                            |
| Thomas Heiland (als Teil von River)                  | 2014 (als Thomas Pedersen als Teil von Cir.Cuz) |

## Halbfinale

### Erstes Halbfinale
Das erste Halbfinale (Delfinale 1) fand am 16. Januar 2021 um 19:50 Uhr (MEZ) statt. TIX stellte sein Lied Ut Av Mørket vor und KEiiNO ihr Lied Monument.
| Erste Runde | Erste Runde | Erste Runde             | Erste Runde                                                                                                   | Erste Runde | Erste Runde               |
| Duell       | Startnr.    | Interpret               | Lied Musik (M) und Text (T)                                                                                   | Sprache     | Übersetzung (Inoffiziell) |
| ----------- | ----------- | ----------------------- | --- | ----------- | ------------------------- |
| 1           | 1           | Stina Talling           | Elevate M: Bård Mathias Bonsaksen, Hilda Stenmalm; T: Bård Mathias Bonsaksen, Hilda Stenmalm, Monika Engeseth | Englisch    | Erheben                   |
| 1           | 2           | Beady Belle             | Playing With Fire M/T: Beady Belle                                                                            | Englisch    | Mit Feuer spielen         |
|             |             |                         | |             |                           |
| 2           | 1           | Jørn                    | Faith Bloody Faith M/T: Åge Sten Nilsen, Jørn Lande, Eirik Renton, Kjell Åge Karlsen                          | Englisch    | Glaube, blutiger Glaube   |
| 2           | 2           | Blåsemafian feat. Hazel | Let Loose M/T: Jørgen Lund Karlsen, Sigurd Evensen, Stig Espen Hundsnes, Benjamin Sefring, Caroline Teigen    | Englisch    | Loslassen                 |

| Goldduell | Goldduell | Goldduell               | Goldduell | Goldduell | Goldduell                 |
| Duell     | Startnr.  | Interpret               | Lied Musik (M) und Text (T)                                                                                   | Sprache   | Übersetzung (Inoffiziell) |
| --------- | --------- | ----------------------- | --- | --------- | ------------------------- |
| 1         | 1         | Stina Talling           | Elevate M: Bård Mathias Bonsaksen, Hilda Stenmalm; T: Bård Mathias Bonsaksen, Hilda Stenmalm, Monika Engeseth | Englisch  | Erheben                   |
| 1         | 2         | Blåsemafian feat. Hazel | Let Loose M/T: Jørgen Lund Karlsen, Sigurd Evensen, Stig Espen Hundsnes, Benjamin Sefring, Caroline Teigen    | Englisch  | Loslassen                 |

 Kandidat hat sich für das Finale qualifiziert.
 Kandidat hat sich für das Goldduell qualifiziert.

### Zweites Halbfinale
Das zweite Halbfinale (Delfinale 2) fand am 23. Januar 2021 um 19:50 Uhr (MEZ) statt. Stavangerkameratene stellten ihr Lied Barndomsgater vor.
| Erste Runde | Erste Runde | Erste Runde   | Erste Runde | Erste Runde | Erste Runde               |
| Duell       | Startnr.    | Interpret     | Lied Musik (M) und Text (T) | Sprache     | Übersetzung (Inoffiziell) |
| ----------- | ----------- | ------------- | --- | ----------- | ------------------------- |
| 1           | 1           | Ketil Stokkan | My Life is Ok M/T: Ketil Stokkan | Englisch    | Mein Leben ist ok         |
| 1           | 2           | Daniel Owen   | Psycho M/T: Daniel Elmrhari, Paria Ahmadzade, Marius Hongve, Henrik Høven, Patrick Brizard, Jørgen Troøyen, Leif Inge Fosen, Marcus Nilsen Ulstad | Englisch    | Psycho                    |
|             |             |               | |             |                           |
| 2           | 1           | Raylee        | Hero M/T: Andreas Stone Johansson, Anderz Wrethov, Laurell Barker, Thomas Stengaard, Frazer Mac                                                   | Englisch    | Held                      |
| 2           | 2           | Maria Solheim | Nordlyset M/T: Andreas Gjone, Camilla North, Elsbeth Rehder, Torgeir Ryssevik, Maria Solheim                                                      | Norwegisch  | Nordlicht                 |

| Goldduell | Goldduell | Goldduell   | Goldduell | Goldduell | Goldduell                 |
| Duell     | Startnr.  | Interpret   | Lied Musik (M) und Text (T) | Sprache   | Übersetzung (Inoffiziell) |
| --------- | --------- | ----------- | --- | --------- | ------------------------- |
| 1         | 1         | Daniel Owen | Psycho M/T: Daniel Elmrhari, Paria Ahmadzade, Marius Hongve, Henrik Høven, Patrick Brizard, Jørgen Troøyen, Leif Inge Fosen, Marcus Nilsen Ulstad | Englisch  | Psycho                    |
| 1         | 2         | Raylee      | Hero M/T: Andreas Stone Johansson, Anderz Wrethov, Laurell Barker, Thomas Stengaard, Frazer Mac                                                   | Englisch  | Held                      |

 Kandidat hat sich für das Finale qualifiziert.
 Kandidat hat sich für das Goldduell qualifiziert.

### Drittes Halbfinale
Das dritte Halbfinale (Delfinale 3) fand am 30. Januar 2021 um 19:50 Uhr (MEZ) statt. Kaja Rode stellte ihr Lied Feel Again vor.
| Erste Runde | Erste Runde | Erste Runde       | Erste Runde | Erste Runde         | Erste Runde               |
| Duell       | Startnr.    | Interpret         | Lied Musik (M) und Text (T) | Sprache             | Übersetzung (Inoffiziell) |
| ----------- | ----------- | ----------------- | --- | ------------------- | ------------------------- |
| 1           | 1           | Dinaye            | Own Yourself M/T: Christian Ingebrigtsen, David Thulin, Dina Matheussen                                                          | Englisch, Amharisch | Sei du selbst             |
| 1           | 2           | Big Daddy Karsten | Smile M/T: Karsten Dahl Marcussen, Are Næsset, Pål Gauslaa Sivertzen                                                             | Englisch            | Lächeln                   |
|             |             |                   | |                     |                           |
| 2           | 1           | Emmy              | Witch Woods M/T: Olli Äkräs, Elsa Søllesvik, Morten Franck                                                                       | Englisch            | Hexenwälder               |
| 2           | 2           | Ole Hatz          | Vi er Norge M/T: Rein Mellbye Van Vliet, Eirik Næss, Ole F. Hartz Gravbråten, Magnus Hagen Clausen, Petter Bjørklund Kristiansen | Norwegisch          | Wir sind Norwegen         |

| Goldduell | Goldduell | Goldduell         | Goldduell                                                            | Goldduell | Goldduell                 |
| Duell     | Startnr.  | Interpret         | Lied Musik (M) und Text (T)                                          | Sprache   | Übersetzung (Inoffiziell) |
| --------- | --------- | ----------------- | -------------------------------------------------------------------- | --------- | ------------------------- |
| 1         | 1         | Big Daddy Karsten | Smile M/T: Karsten Dahl Marcussen, Are Næsset, Pål Gauslaa Sivertzen | Englisch  | Lächeln                   |
| 1         | 2         | Emmy              | Witch Woods M/T: Olli Äkräs, Elsa Søllesvik, Morten Franck           | Englisch  | Hexenwälder               |

 Kandidat hat sich für das Finale qualifiziert.
 Kandidat hat sich für das Goldduell qualifiziert.

### Viertes Halbfinale
Das vierte Halbfinale (Delfinale 4) fand am 6. Februar 2021 um 19:50 Uhr (MEZ) statt. Atle Pettersen präsentierte sein Lied World On Fire.
| Erste Runde | Erste Runde | Erste Runde                   | Erste Runde                                                                                 | Erste Runde           | Erste Runde               |
| Duell       | Startnr.    | Interpret                     | Lied Musik (M) und Text (T)                                                                 | Sprache               | Übersetzung (Inoffiziell) |
| ----------- | ----------- | ----------------------------- | ------------------------------------------------------------------------------------------- | --------------------- | ------------------------- |
| 1           | 1           | Marianne Pentha & Mikkel Gaup | Pages M/T: Vanessa Liftig, Robin Lynch, Marianne Pentha, Mikkel Gaup                        | Englisch, Nordsamisch | Seiten                    |
| 1           | 2           | Landeveiens helter            | Alt det der M/T: Lars-Erik Blokkhus, Petter Bjørklund Kristiansen, Thor-Erik Claussen       | Norwegisch            | Das alles                 |
|             |             |                               |                                                                                             |                       |                           |
| 2           | 1           | KiiM                          | My Lonely Voice M/T: Kim Rune Hagen, Espen Andreas Fjeld, Vebjørn Jernberg, Niklas Rosström | Englisch              | Meine einsame Stimme      |
| 2           | 2           | Royane                        | Circus M/T: Royane Harkati, Junior Paris, Simen Handeland                                   | Englisch              | Zirkus                    |

| Goldduell | Goldduell | Goldduell                     | Goldduell                                                                                   | Goldduell             | Goldduell                 |
| Duell     | Startnr.  | Interpret                     | Lied Musik (M) und Text (T)                                                                 | Sprache               | Übersetzung (Inoffiziell) |
| --------- | --------- | ----------------------------- | ------------------------------------------------------------------------------------------- | --------------------- | ------------------------- |
| 1         | 1         | Marianne Pentha & Mikkel Gaup | Pages M/T: Vanessa Liftig, Robin Lynch, Marianne Pentha, Mikkel Gaup                        | Englisch, Nordsamisch | Seiten                    |
| 1         | 2         | KiiM                          | My Lonely Voice M/T: Kim Rune Hagen, Espen Andreas Fjeld, Vebjørn Jernberg, Niklas Rosström | Englisch              | Meine einsame Stimme      |

 Kandidat hat sich für das Finale qualifiziert.
 Kandidat hat sich für das Goldduell qualifiziert.

### Fünftes Halbfinale
Das fünfte Halbfinale (Delfinale 5) fand am 13. Februar 2021 um 19:50 Uhr (MEZ) statt. Rein Alexander stellte sein Lied Eyes Wide Open vor.
| Erste Runde | Erste Runde | Erste Runde | Erste Runde | Erste Runde | Erste Runde                |
| Duell       | Startnr.    | Interpret   | Lied Musik (M) und Text (T) | Sprache     | Übersetzung (Inoffiziell)  |
| ----------- | ----------- | ----------- | --- | ----------- | -------------------------- |
| 1           | 1           | TuVeia      | Bli med meg på gar’n M/T: Kristian Galaaen Bredalslien, Roar Galaaen Bredalslien, Bendik Johnsen, Torgeir Ryssevik, Carl-Henrik Wahl, Jonas Holteberg Jensen, Sindre Timberlid Jenssen, Sarah A. V. Johnston | Norwegisch  | Komm mit mir zum Bauernhof |
| 1           | 2           | RIVER       | Coming Home M/T: Thomas Heiland, Lennart Karlsen, Magnus Claussen, Simen Meland Handeland, Tommy La Vardi | Englisch    | Nachhause kommen           |
|             |             |             | |             |                            |
| 2           | 1           | Ane.Fin     | Walking In My Sleep M/T: Ane Caroline Finstad, Niklas Rosström, Espen Andreas Fjeld, Kim Rune Hagen, Vebjørn Jernberg                                                                                        | Englisch    | Im Schlaf laufen           |
| 2           | 2           | IMERIKA     | I Can't Escape M/T: Erika Dahlen, Bjørn Olav Edvardsen, Morten Franck, Ben Adams | Englisch    | Ich kann nicht entkommen   |

| Goldduell | Goldduell | Goldduell | Goldduell                                                                                                 | Goldduell | Goldduell                 |
| Duell     | Startnr.  | Interpret | Lied Musik (M) und Text (T)                                                                               | Sprache   | Übersetzung (Inoffiziell) |
| --------- | --------- | --------- | --- | --------- | ------------------------- |
| 1         | 1         | RIVER     | Coming Home M/T: Thomas Heiland, Lennart Karlsen, Magnus Claussen, Simen Meland Handeland, Tommy La Vardi | Englisch  | Nachhause kommen          |
| 1         | 2         | IMERIKA   | I Can't Escape M/T: Erika Dahlen, Bjørn Olav Edvardsen, Morten Franck, Ben Adams                          | Englisch  | Ich kann nicht entkommen  |

 Kandidat hat sich für das Finale qualifiziert.
 Kandidat hat sich für das Goldduell qualifiziert.

## Siste sjanse
Die Siste sjanse-Runde (dt.: Letzte-Chance-Runde) fand als Radioprogramm am 15. Februar 2021 um 20:00 Uhr (MEZ) statt, dass von NRK auch ausgestrahlt bzw. auf der Webseite gestreamt wurde. Aus allen im Halbfinale ausgeschiedenen Beiträgen erhielt ein Beitrag eine Wildcard für das Finale.
| Startnr. | Interpret                     | Lied Musik (M) und Text (T) | Sprache               | Übersetzung (Inoffiziell)  |
| -------- | ----------------------------- | --- | --------------------- | -------------------------- |
| 01       | Beady Belle                   | Playing With Fire M/T: Beady Belle | Englisch              | Mit Feuer spielen          |
| 02       | Jørn                          | Faith Bloody Faith M/T: Åge Sten Nilsen, Jørn Lande, Eirik Renton, Kjell Åge Karlsen | Englisch              | Glaube, blutiger Glaube    |
| 03       | Stina Talling                 | Elevate M: Bård Mathias Bonsaksen, Hilda Stenmalm; T: Bård Mathias Bonsaksen, Hilda Stenmalm, Monika Engeseth                                                                                              | Englisch              | Erheben                    |
| 04       | Ketil Stokkan                 | My Life is Ok M/T: Ketil Stokkan | Englisch              | Mein Leben ist ok          |
| 05       | Maria Solheim                 | Nordlyset M/T: Andreas Gjone, Camilla North, Elsbeth Rehder, Torgeir Ryssevik, Maria Solheim | Norwegisch            | Nordlicht                  |
| 06       | Daniel Owen                   | Psycho M/T: Daniel Elmrhari, Paria Ahmadzade, Marius Hongve, Henrik Høven, Patrick Brizard, Jørgen Troøyen, Leif Inge Fosen, Marcus Nilsen Ulstad                                                          | Englisch              | Psycho                     |
| 07       | Dinaye                        | Own Yourself M/T: Christian Ingebrigtsen, David Thulin, Dina Matheussen | Englisch, Amharisch   | Sei du selbst              |
| 08       | Ole Hatz                      | Vi er Norge M/T: Rein Mellbye Van Vliet, Eirik Næss, Ole F. Hartz Gravbråten, Magnus Hagen Clausen, Petter Bjørklund Kristiansen                                                                           | Norwegisch            | Wir sind Norwegen          |
| 09       | Big Daddy Karsten             | Smile M/T: Karsten Dahl Marcussen, Are Næsset, Pål Gauslaa Sivertzen | Englisch              | Lächeln                    |
| 10       | Landeveiens helter            | Alt det der M/T: Lars-Erik Blokkhus, Petter Bjørklund Kristiansen, Thor-Erik Claussen | Norwegisch            | Das alles                  |
| 11       | Royane                        | Circus M/T: Royane Harkati, Junior Paris, Simen Handeland | Englisch              | Zirkus                     |
| 12       | Marianne Pentha & Mikkel Gaup | Pages M/T: Vanessa Liftig, Robin Lynch, Marianne Pentha, Mikkel Gaup | Englisch, Nordsamisch | Seiten                     |
| 13       | Ane.Fin                       | Walking In My Sleep M/T: Ane Caroline Finstad, Niklas Rosström, Espen Andreas Fjeld, Kim Rune Hagen, Vebjørn Jernberg                                                                                      | Englisch              | Im Schlaf laufen           |
| 14       | TuVeia                        | Bli med meg på gar’n M/T: Kristian Galaaen Bredalslien, Roar Galaaen Bredalslien, Bendik Johnsen, Torgeir Ryssevik, Carl-Henrik Wahl, Jonas Holteberg Jensen, Sindre Timberlid Jenssen, Sarah A. V. Johnst | Norwegisch            | Komm mit mir zum Bauernhof |
| 15       | RIVER                         | Coming Home M/T: Thomas Heiland, Lennart Karlsen, Magnus Claussen, Simen Meland Handeland, Tommy La Vardi                                                                                                  | Englisch              | Nachhause kommen           |

 Kandidat hat sich für das Finale qualifiziert.

## Finale
Das Finale fand am 20. Februar 2021 um 19:50 Uhr (MEZ) statt. Stavangerkameratene, die ihr Lied im Halbfinale noch unter dem Titel Barndomsgater auf Norwegisch vorstellten, stellten ihr Lied im Finale unter dem Titel Who I Am auf Englisch vor. TIX, der sein Lied im ersten Halbfinale noch auf Norwegisch unter dem Titel Ut Av mørket vorstellte, stellte sein Lied im Finale auf Englisch unter dem Titel Fallen Angel vor. Das Lied war ursprünglich in englischer Sprache geschrieben für einen internationalen Interpreten. Der Sänger TIX gewann das Finale mit seinem Lied Fallen Angel.
| Platz  | Startnr. | Interpret               | Lied Musik (M) und Text (T)                                                                                      | Sprache               | Übersetzung (Inoffiziell) |
| ------ | -------- | ----------------------- | --- | --------------------- | ------------------------- |
| 1.–4.  | 05       | Blåsemafian feat. Hazel | Let Loose M/T: Jørgen Lund Karlsen, Sigurd Evensen, Stig Espen Hundsnes, Benjamin Sefring, Caroline Teigen       | Englisch              | Loslassen                 |
| 1.–4.  | 07       | TIX                     | Fallen Angel M/T: Andreas Haukeland, Mathias Haukeland, Emelie Hollow                                            | Englisch              | Gefallener Engel          |
| 1.–4.  | 11       | KEiiNO                  | Monument M/T: Tom Hugo Hermansen, Alexander Nyborg Olsson, Fred Buljo, Alexandra Rotan, Rüdiger Schramm          | Englisch, Nordsamisch | Monument                  |
| 1.–4.  | 12       | Jorn                    | Faith Bloody Faith M/T: Åge Sten Nilsen, Jørn Lande, Eirik Renton, Kjell Åge Karlsen                             | Englisch              | Glaube, blutiger Glaube   |
| 5.–12. | 01       | Atle Pettersen          | World on Fire M/T: Atle Pettersen, Jesper Borgen, Magnus Clausen, Alexander Pavelich, Peter Daniel Newman        | Englisch              | Welt in Flammen           |
| 5.–12. | 02       | Raylee                  | Hero M/T: Andreas Stone Johansson, Anderz Wrethov, Laurell Barker, Thomas Stengaard, Frazer Mac                  | Englisch              | Held                      |
| 5.–12. | 03       | Stavangerkameratene     | Who I Am M/T: Tommy Fredvang, Lars Horn Lavik, Robin Sharma, Glenn Lyse, Alexander Pavelich, Peter Daniel Newman | Englisch              | Wer ich bin               |
| 5.–12. | 04       | KiiM                    | My Lonely Voice M/T: Kim Rune Hagen, Espen Andreas Fjeld, Vebjørn Jernberg, Niklas Rosström                      | Englisch              | Meine einsame Stimme      |
| 5.–12. | 06       | Emmy                    | Witch Woods M/T: Olli Äkräs, Elsa Søllesvik, Morten Franck                                                       | Englisch              | Hexenwälder               |
| 5.–12. | 08       | Kaja Rode               | Feel Again M/T: Magnus Martinsen, Mirjam Johanne Omdal, Andreas Gjone, Erika Dahlen                              | Englisch              | Wieder fühlen             |
| 5.–12. | 09       | Rein Alexander          | Eyes Wide Open M/T: Rein Alexander Korshamn, Christian Ingebrigtsen, Kjetil Mørland                              | Englisch              | Augen weit geöffnet       |
| 5.–12. | 10       | IMERIKA                 | I Can't Escape M/T: Erika Dahlen, Bjørn Olav Edvardsen, Morten Franck, Ben Adams                                 | Englisch              | Ich kann nicht entkommen  |

 Kandidat hat sich für das Goldfinale qualifiziert.

### Goldfinale
TIX und KEiiNO qualifizierten sich für das Goldduell.
| Platz | Startnr. | Interpret               | Lied Musik (M) und Text (T)                                                                                |
| ----- | -------- | ----------------------- | --- |
| 1./2. | 2        | TIX                     | Fallen Angel M/T: Andreas Haukeland, Mathias Haukeland, Emelie Hollow                                      |
| 1./2. | 3        | KEiiNO                  | Monument M/T: Tom Hugo Hermansen, Alexander Nyborg Olsson, Fred Buljo, Alexandra Rotan, Rüdiger Schramm    |
| 3./4. | 1        | Blåsemafian feat. Hazel | Let Loose M/T: Jørgen Lund Karlsen, Sigurd Evensen, Stig Espen Hundsnes, Benjamin Sefring, Caroline Teigen |
| 3./4. | 4        | Jorn                    | Faith Bloody Faith M/T: Åge Sten Nilsen, Jørn Lande, Eirik Renton, Kjell Åge Karlsen                       |

 Kandidat hat sich für das Goldduell qualifiziert.

### Goldduell
Im Goldduell (no. Gullduell) setzte sich TIX mit 57,49 % der Stimmen gegenüber den Zweitplatzierten KEiiNO durch. TIX vertrat somit Norwegen beim Eurovision Song Contest 2021.
| Platz | Startnr. | Interpret | Lied Musik (M) und Text (T)                                                                             | Zuschauerstimmen nach Region (App & Online-Voting) | Zuschauerstimmen nach Region (App & Online-Voting) | Zuschauerstimmen nach Region (App & Online-Voting) | Zuschauerstimmen nach Region (App & Online-Voting) | Zuschauerstimmen nach Region (App & Online-Voting) | Gesamt  | %       |
| Platz | Startnr. | Interpret | Lied Musik (M) und Text (T)                                                                             | Sørlandet                                          | Midt-Norge                                         | Nord-Norge                                         | Vestlandet                                         | Østlandet                                          | Gesamt  | %       |
| ----- | -------- | --------- | --- | -------------------------------------------------- | -------------------------------------------------- | -------------------------------------------------- | -------------------------------------------------- | -------------------------------------------------- | ------- | ------- |
| 1.    | 2        | TIX       | Fallen Angel M/T: Andreas Haukeland, Mathias Haukeland, Emelie Hollow                                   | 36.996                                             | 46.937                                             | 28.105                                             | 82.891                                             | 185.104                                            | 380.033 | 57,49 % |
| 2.    | 1        | KEiiNO    | Monument M/T: Tom Hugo Hermansen, Alexander Nyborg Olsson, Fred Buljo, Alexandra Rotan, Rüdiger Schramm | 27.666                                             | 38.850                                             | 42.437                                             | 58.942                                             | 113.148                                            | 281.043 | 42,51 % |

## Übertragung
Alle sechs Sendungen wurden vom öffentlichen-rechtlichen Fernsehsender NRK1 und Video-on-Demand-Dienst NRK TV übertragen. Zusätzlich übertrug der Radiosender NRK P1 das Finale.
| Sendung      | Sendedatum                  | Sender    | Kandidaten |
| ------------ | --------------------------- | --------- | ---------- |
| Deltävling 1 | 16. Januar 2021, 19:50 Uhr  | , NRK TV  | 04         |
| Deltävling 2 | 23. Januar 2021, 19:50 Uhr  | , NRK TV  | 04         |
| Deltävling 3 | 30. Januar 2021, 19:50 Uhr  | , NRK TV  | 04         |
| Deltävling 4 | 6. Februar 2021, 19:50 Uhr  | , NRK TV  | 04         |
| Deltävling 5 | 13. Februar 2021, 19:50 Uhr | , NRK TV  | 04         |
| Siste sjanse | 15. Februar 2021, 20:00 Uhr | , NRK TV  | 15         |
| Finalen      | 20. Februar 2021, 19:50 Uhr | , NRK TV, | 12         |

## Auszeichnung
Die Sendung wurde beim im Jahr 2021 verliehenen Fernsehpreis Gullruten in der Kategorie „TV-Augenblick“ des Jahres nominiert.